# Aéroport international de Los Angeles
Pour les articles homonymes, voir LAX.
L'aéroport international de Los Angeles (en anglais : Los Angeles International Airport), connu localement sous le sigle LAX (chaque lettre se prononce individuellement) (code IATA : LAX • code OACI : KLAX), est un aéroport américain desservant Los Angeles (Californie) et son agglomération.
Il s'agit du troisième aéroport mondial quant au trafic de passagers, avec plus de 88 millions de personnes qui en font usage en 2019, ainsi que du deuxième aux États-Unis après l'aéroport international Hartsfield-Jackson d'Atlanta. Il est également deuxième au niveau national après l'aéroport international John F. Kennedy de New York en nombre de passagers pour les vols internationaux. Selon les données de 2010, il est le troisième aéroport au monde quant aux mouvements d'avions, avec 666 938 atterrissages et décollages.
En moyenne, toutes les 30 secondes, un avion atterrit ou décolle. En raison des circulations très denses sur les quatre pistes, des accidents au sol ont régulièrement lieu, bien que le dernier à l'issue fatale remonte à 1991 (Collision de l'aéroport de Los Angeles). Aéroport le plus important de la côte ouest des États-Unis, suivi de celui de San Francisco, l'aéroport international de Los Angeles est une plate-forme de correspondance importante pour plusieurs compagnies aériennes américaines, notamment United Airlines, Alaska Airlines, American Airlines, Southwest Airlines, Allegiant Air et Delta Air Lines.

## Histoire

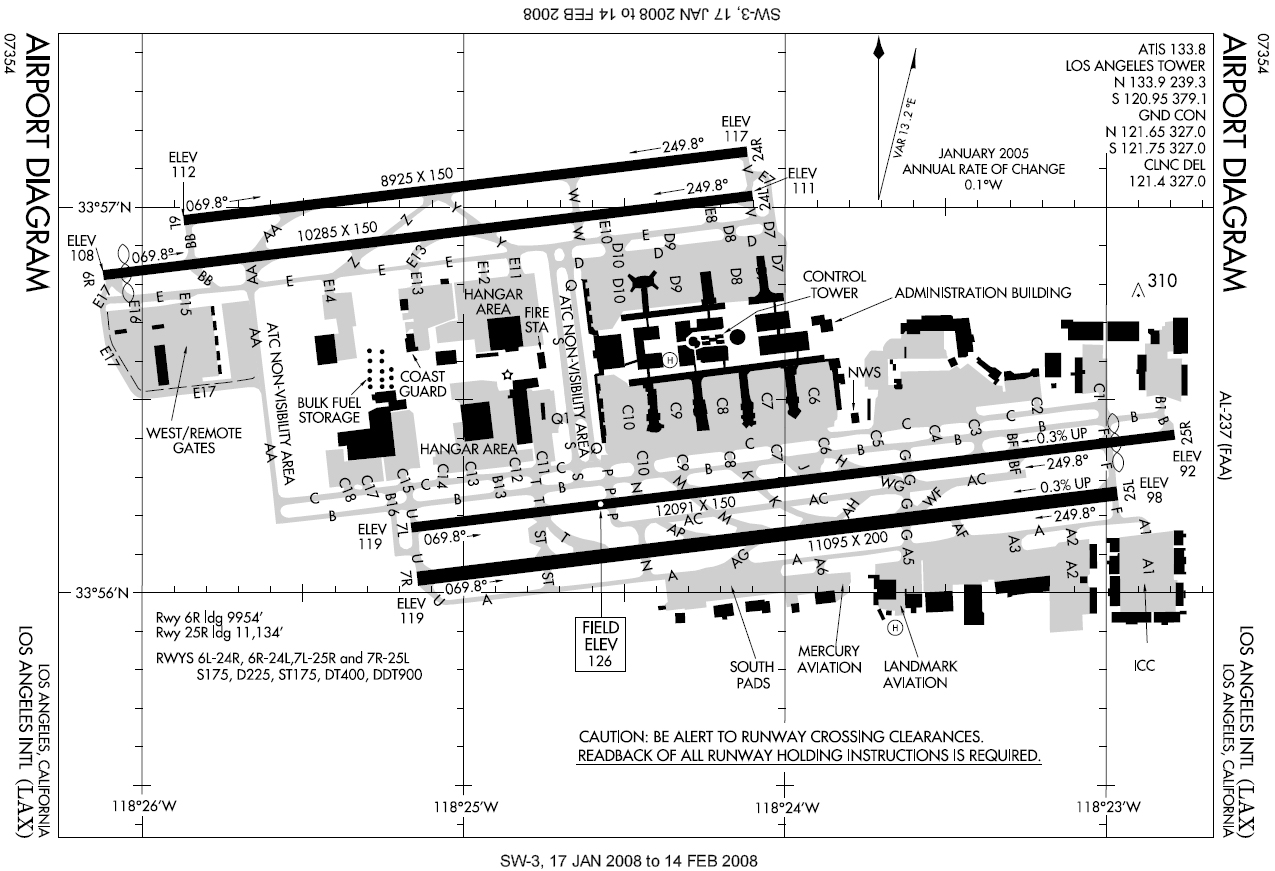
Carte de l'aéroport.

En 1928, le conseil municipal de Los Angeles acquiert un terrain de 640 acres dans la partie sud du quartier de Westchester pour en faire l'aéroport de la ville, nommé Mines Field. L'année suivante, en 1929, le hangar 1 est construit, celui-ci faisant aujourd'hui partie du Registre national des lieux historiques des États-Unis. Mines Field est officiellement ouvert en tant qu'aéroport de Los Angeles en 1930.
En 1941, il change de nom pour Los Angeles Airport et plus tard en 1949 comme Los Angeles International Airport (LAX). En 1959 commencent les premiers vols d'avions à réaction commerciaux entre Los Angeles et New York. Le Theme Building est construit en 1961, sa partie extérieure étant classée monument historique et culturel (Los Angeles Historic-Cultural Monument) le 18 décembre 1993 par le conseil municipal de Los Angeles.
Octobre 1978 marque la célébration du 50e anniversaire de l'aéroport. En 1981, un investissement majeur de 700 millions de dollars prend place pour agrandir l'aéroport en vue des Jeux olympiques d'été de 1984. La première pelletée de terre officielle est donnée le 8 juillet 1982 par le maire Tom Bradley et le général James H. Doolittle, pour la construction du nouveau terminal international. Le 11 juin 1984, le nouveau terminal international est inauguré et nommé en l'honneur du maire de Los Angeles, Tom Bradley (Tom Bradley International Terminal). En 1991, deux avions se percutent sur une piste et 36 personnes meurent dans l'accident. Cet accident implique un Boeing 737 de la compagnie USAir, le vol 1493, ainsi qu'un Metroliner de la compagnie SkyWest Airlines, le vol 5569.
Le 19 mars 2007, LAX reçoit la première visite d'un Airbus A380. Le 20 octobre 2008, le premier vol commercial d'un A380 à l'aéroport est assuré par Qantas sur sa route de Melbourne à Los Angeles. En octobre 2009, l'aéroport décide de rénover et d'agrandir ses installations au coût de 1,3 milliard de dollars.

### Incident
Le 4 juillet 2002, une fusillade a lieu à proximité de la billetterie israélienne El Al, lorsqu'un homme de 41 ans au moment des faits nommé Hesham Mohamed Hadaye abat deux personnes avec son pistolet, et blesse également cinq personnes, dont quatre par balle. Il finit par être tué par un agent de sécurité.

## Situation

### Carte des aéroports de Los Angeles
| \| 20 km1:830 000 \| Los Angeles-LAX Ontario-ONT John-Wayne-SNA Burbank-BUR Long Beach-LGB Van Nuys-VNY Santa Monica-SMO |
| 20 km1:830 000 |

### Carte des aéroports de Californie
| Burbank Santa Rosa Arcata CA Long Beach Merced Santa Monica Fresno Los Angeles Palm Springs Sacramento San Diego San Francisco San Jose Oakland Ontario Santa Ana Monterey Chico Crescent City Imperial Inyokern Mammoth Lakes Carlsbad Bakersfield Modesto Redding San Luis Obispo Santa Barbara Santa Maria Stockton Visalia |

### Carte des 30 principaux aéroports américains
| \| 500 km1:17 479 000 \| Atlanta Los Angeles Chicago · O'Hare Chicago · Midway Dallas · Fort Worth New York · JFK Newark · Liberty New York-LaGuardia Denver San Francisco Charlotte Las Vegas Phoenix Miami Houston Seattle Orlando Minneapolis · Saint-Paul Boston Détroit Philadelphie Fort Lauderdale · Hollywood Baltimore Washington · R. Reagan Washington · Dulles Salt Lake City San Diego Honolulu Tampa Portland |
| 500 km1:17 479 000 |

## Terminaux
L'aéroport de Los Angeles contient neuf terminaux disposés en U. Entre autres, les terminaux 5, 6, 7 et 8 sont tous connectés les uns aux autres grâce à la fois à un tunnel souterrain qui passe entre les terminaux 5 et 6 ainsi que des chemins piétonniers extérieurs situés entre les terminaux 6, 7 et 8. Il est important de noter qu'il n'y a aucune connexion concrète entre les autres terminaux même si un autobus serpente les terminaux 4, 6 ainsi que le terminal temporaire de la compagnie American Eagle.

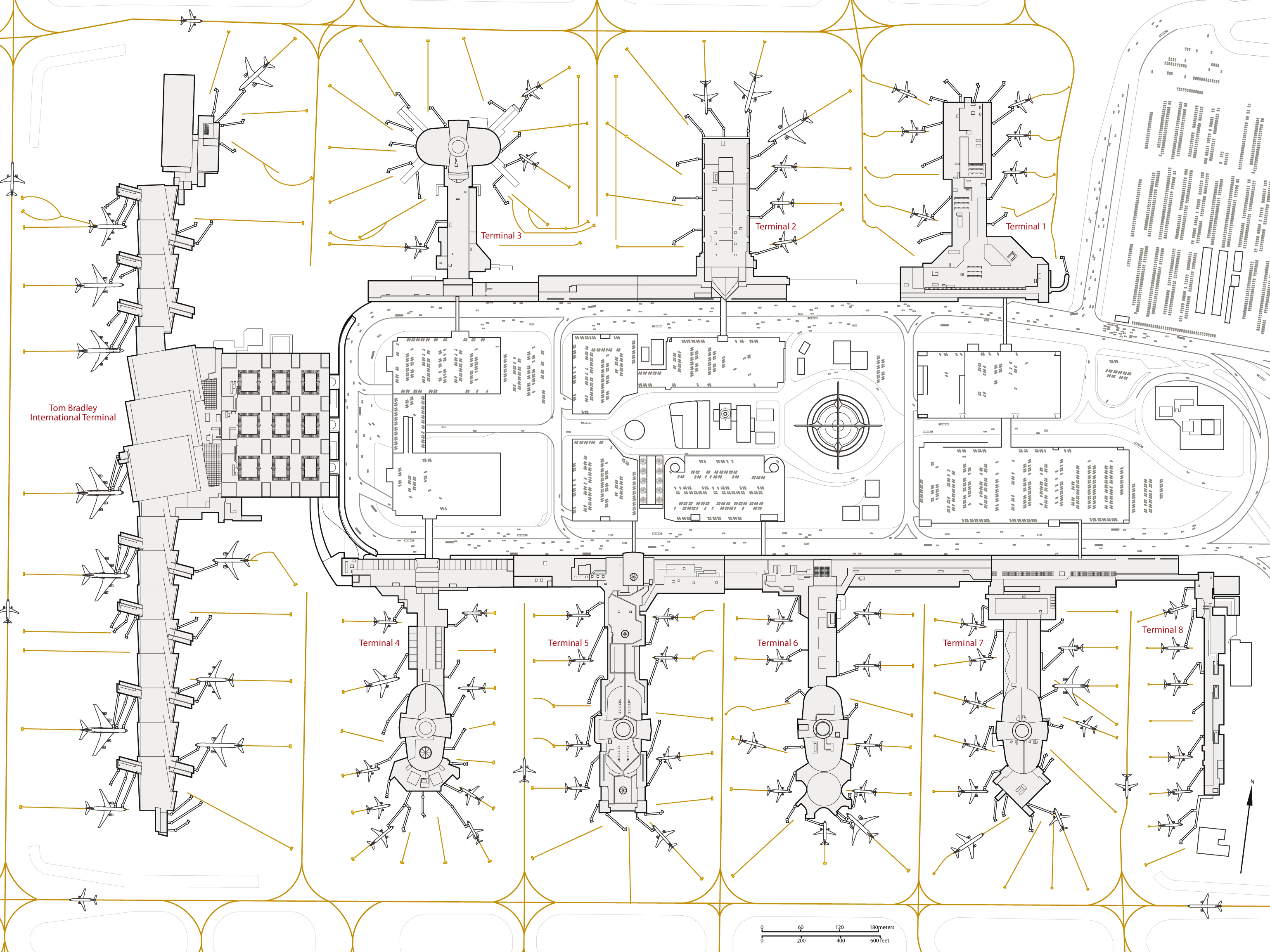
Les différents terminaux de l'aéroport de Los Angeles

### Terminal 1
Le terminal 1 comporte 15 portes d'embarquement : portes 1-3, 4A-4B et 5-14. Ce terminal a été construit en 1984. Il a été annoncé que les organisations Southwest et Los Angeles World Airports investiraient environ 400 millions $ dans la rénovation du terminal. Faisant partie intégrante de l'engagement, la compagnie aérienne US Airways a déménagé ses opérations au terminal 3 afin de donner à la compagnie Southwest Airlines son propre terminal.

### Terminal 2
Construit en 1962, le terminal 2 de LAX contient 11 portes d'embarquement : portes 21–21B, 22–22B, 23, 24–24B, and 25–28. Les compagnies aériennes en date du 31 mai 2017 qui desservent quotidiennement leurs clients au terminal 2 de l'aéroport sont : Aeroméxico, Aer Lingus, Delta Air Lines, Virgin Atlantic, Virgin Australia, Volaris, et WestJet.
Le terminal 2 est le terminal international d'origine de LAX puisqu'il a été construit au début des années 1960. Cependant, il a été reconstruit par étapes entre 1984 et 1988 pour un coût de 94 millions de dollars américains. De nos jours, ce terminal accueille des services de police aux frontières et de douane qui facilitent l'arrivée des passagers internationaux.
En mai 2017, la compagnie Delta Airlines part s'installer au terminal 2 avec ses partenaires, ce qui implique le déménagement de nombreuses compagnies et donc le plus grand déménagement de compagnies à LAX.

### Terminal 3
Construit en 1961, le terminal 3 comporte 12 portes d'embarquement : portes 30, 31A–31B, 32, 33A–33B, 34–36, 37A–37B, et 38. La compagnie aérienne American Airlines a déjà offert certains vols via ses acquisitions de Reno Air et TWA au tournant du vingtième siècle. Finalement, tous les vols d'American Airlines ont été transférés au terminal 4. En mai 2017, le terminal 3 est desservi par les compagnies aériennes suivantes : Delta Air Lines, Avianca, Interjet et Copa Airlines.

### Terminal 4
Construit en 1961 et rénové en 2001, le terminal 4 comporte 14 portes d'embarquement : portes 40–41, 42A–42B, 43–45 (la porte 44 est affectée à l'autobus d'American Eagle qui achemine les voyageurs au terminal flottant, portes 44A-44J), 46A–46B, 47A–47B, 48A–48B, et 49A. En date du 15 décembre 2014, le terminale était uniquement utilisé par American Airlines et sa filiale American Eagle.
American Eagle, filiale d'American Airlines, opère ses aéronefs à partir du terminal portant son nom. Ce mini terminal est localisé à l'est du terminal 8. La porte d'embarquement 44 sert de point d'embarquement de l'autobus acheminant les voyageurs au mini terminal d'American Eagle. Celui-ci est aussi connecté de manière indirecte aux terminaux 6 et International Tom Bradley à cause du partage de code avec d'autres transporteurs tels qu'Alaska Airlines et Qantas.

### Terminal 5
Construit en 1962 et rénové entre 1986 et 1988, le terminal 5 comporte 15 portes d'embarquement : portes 50A–50B, 51A–51B, 52A–52B, 53A–53B, 54A–54B, 55A, 56–57, 58, et 59. En date du 31 mai 2017, les compagnies suivantes desservent le terminal 5 : American Airlines (portes 50A/50B/53A/53B) Hawaiian Airlines, JetBlue Airways, Spirit Airlines, Allegiant Air, Frontier Airlines et Sun Country Airlines.

### Terminal 6
Construit en 1961 et agrandi pour la première fois en 1979, le terminal 6 comporte 14 portes d'embarquement : portes 60–63, 64A–64B, 65A-65B, 66, 67, 68A–68B et 69A–69B.
En avril 2011, la compagnie aérienne Alaska Airlines est parvenue à un accord avec Los Angeles World Airports pour rénover le terminal 6. Ainsi, en date du 20 mars 2012, Alaska Airlines a déplacé ses opérations au terminal 6 au même moment où Spirit Airlines se relocalisait au terminal 3. En date du 6 novembre 2014, US Airways transférait elle aussi ses opérations au terminal 6.
En date du 31 mai 2017, les compagnies aériennes suivantes desservent le terminal 6 : Alaska Airlines, Air Canada, Great Lakes Airlines, Boutique Airlines, Virgin America et Mokulele airlines.

### Terminal 7
Ouvert en 1962 et rénové en 1998-1999 puis en 2012, le terminal 7 comporte 11 portes d'embarquement : portes 70A-70B, 71A-71B, 72, 73, 74, 75A-75B, 76, et 77. Cette infrastructure est utilisée par la compagnie aérienne United Airlines pour ses vols intérieurs et internationaux.

### Terminal 8
Le terminal 8 comporte neuf portes d'embarquement : portes 80–88. Il a été conçu pour recevoir de petits appareils jets et turbomoteurs. En 2002, United Airlines dirige ses vols non-express vers les terminaux 6 et 7 et utilise dès lors le terminal 8 pour ses vols de première ligne quotidiens.

### Terminal International Tom Bradley
Le nouveau Terminal International Tom Bradley, notamment connu sous l'abréviation TBIT, comporte 18 portes d'embarquement : neuf sont situées dans le hall nord tandis que les neuf autres sont localisées dans le hall sud du terminal. Ce terminal a tout d'abord ouvert en 1984 dans le cadre des Jeux olympiques de Los Angeles et porte le nom de Tom Bradley, le premier maire afro-américain de la ville de Los Angeles.
Situé à l'ouest des terminaux 3 et 4, ce terminal est utilisé par 37 compagnies aériennes : Air France, Air New Zealand, Air Tahiti Nui, Alaska Airlines (quelques vols en arrivée), Alitalia, All Nippon Airways, Air China, Asiana, Austrian Airlines, British Airways, Bamboo Airways, Cathay Pacific, China Airlines, China Eastern Airlines, China Southern Airlines, Copa Airlines (quelques vols en arrivée), EgyptAir, El Al, Emirates Airlines, Etihad, EVA Air, Fiji Airways, French Bee, Iberia, Japan Airlines, KLM, Korean Air, LATAM, Lufthansa, Norwegian, Philippine Airlines, Qantas, SAS Scandinavian, Saudia, Singapore Airlines, SWISS, Thai Airways, Turkish Airlines, Virgin Australia (pour les arrivées), Qatar Airways et Qantas.
Entre février 2010 et septembre 2013, le terminal se refait une beauté en augmentant la qualité et l'espace destinés à l'identification des bagages et en rénovant les aires de magasinage et de repas. Aussi, trois salles d'embarquement de grand nom font leur entrée dans le terminal et plusieurs portes intelligentes sont introduites pour permettre à de plus gros appareils tels que l'Airbus A380 de s'amarrer au terminal.
En date du 18 septembre 2013, le Terminal International Tom Bradley rénové ouvre officiellement ses portes.
En mai 2021 sont inaugurées les nouvelles portes ouest du Terminal International Tom Bradley. D'une longueur de près de 510 mètres, elles comprennent 15 portes d'embarquement qui offrent une expérience moderne aux passagers grâce à une technologie de pointe, une architecture étonnante, un système de stockage des bagages enregistrés, des portes d'embarquement biométriques et les toutes dernières commodités pour les voyageurs. Elles sont reliées au TBIT par un tunnel souterrain de 280 mètres de long .

## Compagnies et destinations
| Compagnies                    | Destinations | Refs   |
| ----------------------------- | --- | ------ |
| Aer Lingus                    | Dublin | [ 19 ] |
| Aeromexico                    | Guadalajara-M. Hidalgo y Costilla, Mexico-B. Juárez | [ 20 ] |
| Air Canada                    | Montréal (P.-E.-Trudeau), Toronto (Pearson), Vancouver | [ 21 ] |
| Air China                     | Pékin-Capitale, Shenzhen-Bao'an | [ 22 ] |
| Air France                    | Paris-Charles de Gaulle, Tahiti-Faaa |        |
| Air New Zealand               | Auckland | [ 24 ] |
| Air Premia                    | Séoul-Incheon |        |
| Air Tahiti Nui                | Tahiti-Faaa, Paris-Charles de Gaulle | [ 25 ] |
| Alaska Airlines               | - Anchorage-T.-Stevens, - Belize City-P. S. W. Goldson, - Boise - Cancún, - Eugène, - Penneshaw, - Guadalajara-M. Hidalgo y Costilla, - Guatemala-La Aurora, - Honolulu, - Ixtapa/Zihuatanejo, - Kahului, - Las Vegas-Harry-Reid, - Liberia-D.-Oduber, - Loreto, - Los Cabos, - Manzanillo, - Mazatlán, - Medford (Oregon), - Nassau L. Pindling, - Newark-Liberty, - Portland, - Puerto Vallarta, - Redmond (Roberts Field) (en), - Reno-Tahoe, - San Francisco, - San José (Californie), - San José-J. Santamaría, - Santa Rosa, CA, - Seattle-Tacoma, - Spokane, - Tri-Cities (Washington) (en), - Washington-Dulles, - Dacca-Shah Jalal En saison : Bozeman Yellowstone (en), Fort Lauderdale-Hollywood, Fort Myers, Tampa |        |
| Allegiant Air                 | - Bellingham, - Billings Logan, - Boise, - Greater Rockford (en), - Cincinnati-Northern Kentucky, - Eugène, - Nord-ouest de l'Arkansas, - Indianapolis, - Laredo (en), - Memphis, - Minneapolis-Saint-Paul, - Rapid City, - Springfield–Branson (en), - Tulsa En saison : - Bozeman Yellowstone (en), - Cedar Rapids, - Des Moines, - Kalispell (en), - Grand Junction (en), - Grand Rapids-G. R. Ford, - Idaho Falls (en), - Jackson Hole, - Little Rock-Clinton, - Miller (en), - Missoula, - Montrose (en), - Omaha-Eppley, - Sioux Falls, - Tri-Cities (Washington) (en), - Wichita |        |
| All Nippon Airways            | Tokyo-Haneda, Tokyo-Narita |        |
| American Airlines             | - Atlanta H.-Jackson, - Austin-Bergstrom, - Boston Logan, - Cancún, - Charlotte-Douglas, - Chicago-O'Hare, - Dallas-Fort Worth, - Honolulu, - Indianapolis, - Kahului, - Kona, - Lambert-Saint Louis, - Las Vegas-Harry-Reid, - Līhuʻe, - Londres-Heathrow, - Los Cabos, - Mexico-B. Juárez, - Miami, - Nashville, - New York-John F. Kennedy, - Orlando, - Philadelphie, - Phoenix-Sky Harbor, - Raleigh-Durham, - San Antonio - San Francisco - Sydney-K. Smith - Tokyo-Haneda, - Washington-Reagan En saison : Auckland, Vail (comté d'Eagle), Puerto Vallarta, Tampa, Vancouver |        |
| American Eagle                | - Albuquerque, - Denver, - El Paso, - Nord-ouest de l'Arkansas, - Houston-George Bush, - Oklahoma City (Will Rogers-World), - Omaha-Eppley, - Portland, - Sacramento, - San Antonio - San Francisco, - Seattle-Tacoma, - Tucson, - Tulsa En saison : - Aspen, - Bozeman Yellowstone (en), - Vail (comté d'Eagle), - Jackson Hole, - Missoula, - Reno-Tahoe, - Salida (Harriet Alexander Field), - Vancouver |        |
| Asiana Airlines               | Séoul-Incheon | [ 28 ] |
| Austrian Airlines             | En saison : Vienne-Schwechat | [ 29 ] |
| Avianca Costa Rica            | San José-J. Santamaría |        |
| Avianca El Salvador           | Guatemala-La Aurora, San Salvador-M. O. A. Romero y Galdámez |        |
| Breeze Airways                | Jacksonville, Pittsburgh, Raleigh-Durham, Richmond-Byrd Field En saison : - Akron-Canton, - Charleston, - Greenville-Spartanburg, - Huntsville (en), - Madison (comté de Dane), - Norfolk, - Providence-T. F. Green |        |
| British Airways               | Londres-Heathrow | [ 30 ] |
| Cathay Pacific                | Hong Kong | [ 31 ] |
| Cayman Airways                | Grand Cayman-O. Roberts |        |
| China Airlines                | Taïwan-Taoyuan | [ 32 ] |
| China Eastern Airlines        | Shanghai-Pudong |        |
| China Southern Airlines       | Canton-Baiyun |        |
| Condor                        | Francfort |        |
| Copa Airlines                 | Panama-Tocumen | [ 33 ] |
| Delta Air Lines               | - Atlanta H.-Jackson, - Auckland, - Austin-Bergstrom, - Boston Logan, - Cancún, - Cincinnati-Northern Kentucky, - Dallas-Fort Worth, - Denver, - Détroit, - Fort Lauderdale-Hollywood, - Guatemala-La Aurora, - Honolulu, - Houston-George Bush, - Indianapolis, - Kahului, - Kona, - Kansas City, - Las Vegas-Harry-Reid, - Liberia-D.-Oduber, - Līhuʻe, - Los Cabos, - Memphis, - Mexico-B. Juárez, - Miami, - Minneapolis-Saint-Paul, - Nashville, - La Nouvelle-Orléans-L. Armstrong, - New York-John F. Kennedy, - Orlando, - Paris-Charles de Gaulle, - Portland, - Puerto Vallarta, - Raleigh-Durham, - Sacramento, - Salt Lake City, - San Antonio, - San Francisco, - San José-J. Santamaría, - San Salvador-M. O. A. Romero y Galdámez, - Seattle-Tacoma, - Sydney-K. Smith, - Tampa, - Tokyo-Haneda, - Washington-Reagan En saison : Brisbane, Tahiti-Faaa |        |
| Delta Connection              | - Albuquerque, - Aspen, - Boise, - Phoenix-Sky Harbor, - Reno-Tahoe, - Sacramento, - San Diego, - San José (Californie), - Spokane, - Tucson |        |
| El Al                         | Tel Aviv - Ben Gourion |        |
| Emirates                      | Dubaï | [ 34 ] |
| EVA Air                       | Taïwan-Taoyuan | [ 35 ] |
| Fiji Airways                  | Nadi | [ 36 ] |
| Finnair                       | Helsinki-Vantaa |        |
| Flair Airlines                | Vancouver |        |
| French Bee                    | En saison : Paris-Orly |        |
| Frontier Airlines             | - Dallas-Fort Worth, - Denver, - Las Vegas-Harry-Reid, - Phoenix-Sky Harbor, - San Francisco, - San José (Californie) |        |
| Hawaiian Airlines             | Honolulu, Kahului, Kona, Līhuʻe | [ 37 ] |
| Iberia                        | Madrid-Barajas | [ 38 ] |
| ITA Airways                   | Rome Léonard-de-Vinci/Fiumicino |        |
| Japan Airlines                | Osaka-Kansai, Tokyo-Haneda, Tokyo-Narita | [ 40 ] |
| JetBlue Airways               | - Boston Logan, - Fort Lauderdale-Hollywood, - Los Cabos, - Nassau L. Pindling, - New York-John F. Kennedy, - Salt Lake City En saison : Hartford-Bradley, Palm Beach |        |
| JSX                           | Las Vegas-Harry-Reid En saison : Cabo San Lucas |        |
| KLM                           | Amsterdam | [ 41 ] |
| Korean Air                    | Séoul-Incheon | [ 42 ] |
| LATAM Brasil                  | São Paulo/Guarulhos |        |
| LATAM Chile                   | Lima-J. Chávez, Santiago du Chili-A.-M.-Benítez | [ 43 ] |
| LATAM Perú                    | Lima-J. Chávez | [ 43 ] |
| Level                         | Barcelone-El Prat |        |
| LOT Polish Airlines           | Varsovie-Chopin | [ 44 ] |
| Lufthansa                     | Francfort, Munich-F. J. Strauß | [ 45 ] |
| Norse Atlantic Airways        | Londres-Gatwick, Paris-Charles de Gaulle En saison : Oslo-Gardermoen |        |
| Philippine Airlines           | Manille-N. Aquino |        |
| Porter Airlines               | Toronto (Pearson) En saison : Montréal (P.-E.-Trudeau) |        |
| Qantas                        | Brisbane, Melbourne-Tullamarine, Sydney-K. Smith | [ 46 ] |
| Qatar Airways                 | Doha-Hamad | [ 47 ] |
| Saudia                        | Djeddah - Roi-Abdelaziz |        |
| Scandinavian Airlines         | Copenhague-Kastrup |        |
| Sichuan Airlines              | Chengdu-Shuangliu |        |
| Singapore Airlines            | Singapour-Changi, Tokyo-Narita | [ 48 ] |
| Southern Airways Express      | Comté d'Imperial (en) |        |
| Southwest Airlines            | - Albuquerque, - Austin-Bergstrom, - Baltimore-T. Marshall, - Chicago-Midway, - Dallas-Love Field, - Denver, - El Paso, - Honolulu, - Houston-W. P. Hobby, - Kansas City, - Lambert-Saint Louis, - Las Vegas-Harry-Reid, - Nashville, - La Nouvelle-Orléans-L. Armstrong, - Oakland, - Phoenix-Sky Harbor, - Portland, - Reno-Tahoe, - Sacramento, - Salt Lake City, - San Antonio, - San José (Californie), - Seattle-Tacoma En saison : Atlanta H.-Jackson, Kona, Līhuʻe |        |
| Spirit Airlines               | - Atlanta H.-Jackson, - Baltimore-T. Marshall, - Boston Logan, - Charlotte-Douglas, - Chicago-O'Hare, - John Glenn Columbus, - Dallas-Fort Worth, - Détroit, - Houston-George Bush, - Kansas City, - Las Vegas-Harry-Reid, - Louisville-Standiford Field, - Minneapolis-Saint-Paul, - Nashville, - Newark-Liberty, - La Nouvelle-Orléans-L. Armstrong, - Oakland, - Philadelphie, - Pittsburgh, - Portland, - Reno-Tahoe, - Salt Lake City, - San Antonio, - San José (Californie), - Seattle-Tacoma |        |
| Starlux Airlines              | Taïwan-Taoyuan |        |
| Sun Country Airlines          | Minneapolis-Saint-Paul |        |
| Swiss International Air Lines | Zurich | [ 49 ] |
| Turkish Airlines              | Istanbul | [ 50 ] |
| United Airlines               | - Austin-Bergstrom, - Baltimore-T. Marshall, - Boston Logan, - Cancún, - Chicago-O'Hare, - Cleveland-Hopkins, - Cozumel, - Denver, - Guatemala-La Aurora, - Hong Kong, - Honolulu, - Houston-George Bush, - Kahului, - Kona, - Las Vegas-Harry-Reid, - Līhuʻe, - Londres-Heathrow, - Los Cabos, - Melbourne-Tullamarine, - Newark-Liberty, - Orlando, - Phoenix-Sky Harbor, - Puerto Vallarta, - San Diego, - San Francisco, - San Salvador-M. O. A. Romero y Galdámez, - Seattle-Tacoma, - Shanghai-Pudong, - Sydney-K. Smith, - Tampa, - Tokyo-Haneda, - Tokyo-Narita, - Vancouver, - Washington-Dulles En saison : - Belize City-P. S. W. Goldson, - Bozeman Yellowstone (en), - Calgary, - Fort Myers, - Jackson Hole, - Liberia-D.-Oduber, - San José-J. Santamaría, - Tulum                                                                                     |        |
| United Express                | - Austin-Bergstrom, - Boise, - Bozeman Yellowstone (en) - Arcata-Eureka, - Fresno Yosemite - Las Vegas-Harry-Reid, - Manzanillo, - Monterey (Californie) - Palm Springs, - Phoenix-Sky Harbor, - Prescott (en), - Redding (en), - Redmond (Roberts Field) (en), - Reno-Tahoe, - Sacramento, - Salt Lake City, - San Diego, - San Francisco, - San Luis Obispo (en), - Santa Barbara (en), - Vancouver En saison : - Aspen, - Vail (comté d'Eagle), - Kalispell (en), - Yampa Valley (en), - Jackson Hole, - Missoula, - Montrose (en), - Rapid City - Sun Valley (Idaho) (en) | [ 52 ] |
| Virgin Atlantic               | Londres-Heathrow |        |
| VivaAerobus                   | Guadalajara-M. Hidalgo y Costilla, Mexico-B. Juárez En saison : Monterrey-M. Escobedo | [ 53 ] |
| Volaris                       | - Aguascalientes, - Guadalajara-M. Hidalgo y Costilla, - León-Guanajuato (Bajio), - Mexico-B. Juárez, - Morelia, - Oaxaca-Xoxocotlán, - Uruapan, - Zacatecas-L. C. Ruiz |        |
| Volaris Costa Rica            | Guatemala-La Aurora, San José-J. Santamaría |        |
| Volaris El Salvador           | San Salvador-M. O. A. Romero y Galdámez |        |
| WestJet                       | Calgary, Edmonton, Vancouver, Winnipeg (J. A. Richardson) |        |
| XiamenAir                     | Xiamen-Gaoqi |        |
| ZIPAIR                        | Tokyo-Narita |        |

Édité le 03/07/2021  Actualisé le 31/05/2024

## Trafic et statistiques

### En graphique
Le graphique qui aurait dû être présenté ici ne peut pas être affiché car il utilise l'ancienne extension Graph, désactivée pour des questions de sécurité. Des indications pour créer un nouveau graphique avec la nouvelle extension Chart sont disponibles ici.

Voir la requête brute et les sources sur Wikidata.

#### Zoom sur l'impact du covid de 2019-2020
Le graphique qui aurait dû être présenté ici ne peut pas être affiché car il utilise l'ancienne extension Graph, désactivée pour des questions de sécurité. Des indications pour créer un nouveau graphique avec la nouvelle extension Chart sont disponibles ici.

Voir la requête brute et les sources sur Wikidata.

### En tableau
|                                     | Nombre de passagers | Nombre de mouvements | Fret (tonnes) | Courrier (tonnes) |
| ----------------------------------- | ------------------- | -------------------- | ------------- | ----------------- |
| 1994                                | 51 050 275          | 689 888              | 1 516 567     | 186 878           |
| 1995                                | 53 909 223          | 732 639              | 1 567 248     | 193 747           |
| 1996                                | 57 974 559          | 763 866              | 1 696 663     | 194 091           |
| 1997                                | 60 142 588          | 781 492              | 1 852 487     | 212 410           |
| 1998                                | 61 215 712          | 773 569              | 1 787 400     | 264 473           |
| 1999                                | 64 279 571          | 779 150              | 1 884 526     | 253 695           |
| 2000                                | 67 303 182          | 783 433              | 2 002 614     | 246 538           |
| 2001                                | 61 606 204          | 738 433              | 1 779 065     | 162 629           |
| 2002                                | 56 223 843          | 645 424              | 1 869 932     | 92 422            |
| 2003                                | 54 982 838          | 622 378              | 1 924 883     | 97 193            |
| 2004                                | 60 704 568          | 655 097              | 2 022 911     | 92 402            |
| 2005                                | 61 489 398          | 650 629              | 2 048 817     | 88 371            |
| 2006                                | 61 041 066          | 656 842              | 2 022 687     | 80 395            |
| 2007                                | 62 438 583          | 680 954              | 2 010 820     | 66 707            |
| 2008                                | 59 815 646          | 622 506              | 1 723 038     | 73 505            |
| 2009                                | 56 520 843          | 544 833              | 1 599 782     | 64 073            |
| 2010                                | 59 069 409          | 575 835              | 1 852 791     | 74 034            |
| 2011                                | 61 862 052          | 603 912              | 1 789 204     | 80 442            |
| 2012                                | 63 688 121          | 605 480              | 1 867 155     | 88 438            |
| 2013                                | 66 667 619          | 614 917              | 1 848 764     | 77 286            |
| 2014                                | 70 662 212          | 636 706              | 1 921 302     | 79 850            |
| 2015                                | 74 936 256          | 655 564              | 2 047 197     | 94 299            |
| 2016                                | 80 921 527          | 697 138              | 2 105 941     | 99 394            |
| 2017                                | 84 557 968          | 700 362              | 2 279 878     | 109 596           |
| 2018                                | 87 534 384          | 707 833              | 2 338 642     | 109 694           |
| 2019                                | 88 068 013          | 691 257              | 2 182 711     | 130 536           |
| 2020                                | 28 779 527          | 379 364              | 2 329 348     | 135 498           |
| 2021                                | 48 007 284          | 506 769              | 2 851 941     | 124 732           |
| 2022                                | 65 924 298          | 556 913              | 2 632 536     | 122 034           |
| 2023                                | 75 050 851          | 575 097              | 2 288 726     | 79 422            |
| Source : Los Angeles World Airports |                     |                      |               |                   |

### Top des destinations domestiques
| Rang | Aéroport                   | Passagers | Compagnies                                                 |
| ---- | -------------------------- | --------- | ---------------------------------------------------------- |
| 1    | San Francisco, Californie  | 1,810,300 | American, Delta, Southwest, United, Virgin America         |
| 2    | New York–JFK, New York     | 1,683,840 | American, Delta, JetBlue, Virgin America                   |
| 3    | Chicago–O'Hare, Illinois   | 1,473,350 | American, Frontier, Spirit, United, Virgin America         |
| 4    | Seattle/Tacoma, Washington | 1,423,340 | Alaska, American, Delta, Spirit, United, Virgin America    |
| 5    | Las Vegas, Nevada          | 1,363,540 | American, Delta, Southwest, Spirit, United, Virgin America |
| 6    | Denver, Colorado           | 1,246,540 | American, Delta, Frontier, Southwest, Spirit, United       |
| 7    | Honolulu, Hawaii           | 1,100,380 | American, Delta, Hawaiian, United, Virgin America          |
| 8    | Atlanta, Georgia           | 1,109,330 | American, Delta, Frontier, Southwest, Spirit               |
| 9    | Dallas/Fort Worth, Texas   | 1,066,710 | American, Delta, Spirit, United                            |
| 10   | Newark, New Jersey         | 824,640   | United, Virgin America                                     |

### Top des destinations internationales
| Rang | Aéroport                                       | Passagers | Compagnies                                                         |
| ---- | ---------------------------------------------- | --------- | ------------------------------------------------------------------ |
| 1    | London–Heathrow, Royaume-Uni                   | 1 546 657 | American Airlines, British Airways, Delta, United, Virgin Atlantic |
| 2    | Aéroport international de Guadalajara, Mexique | 1 018 858 | Aeroméxico, Alaska, VivaAerobus, Volaris                           |
| 3    | Seoul–Incheon, Corée du Sud                    | 977 636   | Air Premia, Asiana Airlines, Korean Air                            |
| 4    | Vancouver, Canada                              | 918 820   | Air Canada, American Airlines, Flair, United, WestJet              |
| 5    | Taipei–Taoyuan, Taiwan                         | 885 900   | China Airlines, EVA Air, Starlux Airlines                          |
| 6    | Tokyo–Haneda, Japon                            | 846 351   | All Nippon Airways, American, Delta, Japan Airlines, United        |
| 7    | Mexico, Mexique                                | 830 422   | Aeroméxico, American, Delta, Viva Aerobus, Volaris                 |
| 8    | Paris–Charles de Gaulle, France                | 790 378   | Air France, Air Tahiti Nui, Delta                                  |
| 9    | Aéroport de San José del Cabo, Mexique         | 751 800   |                                                                    |
| 10   | Sydney, Australie                              | 746 756   | American, Delta, Qantas, United                                    |

## Projets
LAWA a actuellement plusieurs plans pour moderniser LAX. Celles-ci comprennent des améliorations au terminal et à la piste, qui amélioreront l'expérience des passagers, réduiront le surpeuplement et fourniront à l'aéroport un accès à la toute dernière classe de très gros avions de passagers.

### Amélioration de l’aéroport
Ces améliorations comprennent :
- Nouvelle voie de circulation transversale
- Nouvelles portes pour gros avions au terminal international Tom Bradley (TBIT)
- Améliorations de base du TBIT
- 1,3 milliard de dollars "Midfield Satellite Concourse North" ajoutant 12 portes.
- Remplacement de la centrale électrique
- Améliorations au terminal et à la piste
- Nouveau terminal "9" à l'est du boulevard Sepulveda et hall "0" à l'est du terminal 1.

### Nouveau train automatique
Un déménageur automatisé 24 heures sur 24 est en construction. Ce petit train comprendra trois gares dans la zone terminale centrale et trois à l'extérieur à l'est des terminaux dans une nouvelle plaque tournante des installations de transport intermodal, reliant les passagers entre la zone terminale centrale et la Metro Green Line, la future Metro Crenshaw / LAX Line régionale, locale lignes de bus et un service de location de voitures consolidé.

## Accès
L'aéroport est accessible en Véhicule via l'Interstate 405 ainsi que l'Interstate 105. En autobus avec le réseau de la LACMTA. Le FlyAway Bus est un service de navette qui relie LAX à trois terminus, soit : LAX/Van Nuys, LAX/Union Station et LAX/Westwood. La navette gratuite 'G' permet de rejoindre la station Aviation/LAX de la ligne C du métro de Los Angeles. Des taxis et limousines sont aussi disponibles.

## Galerie

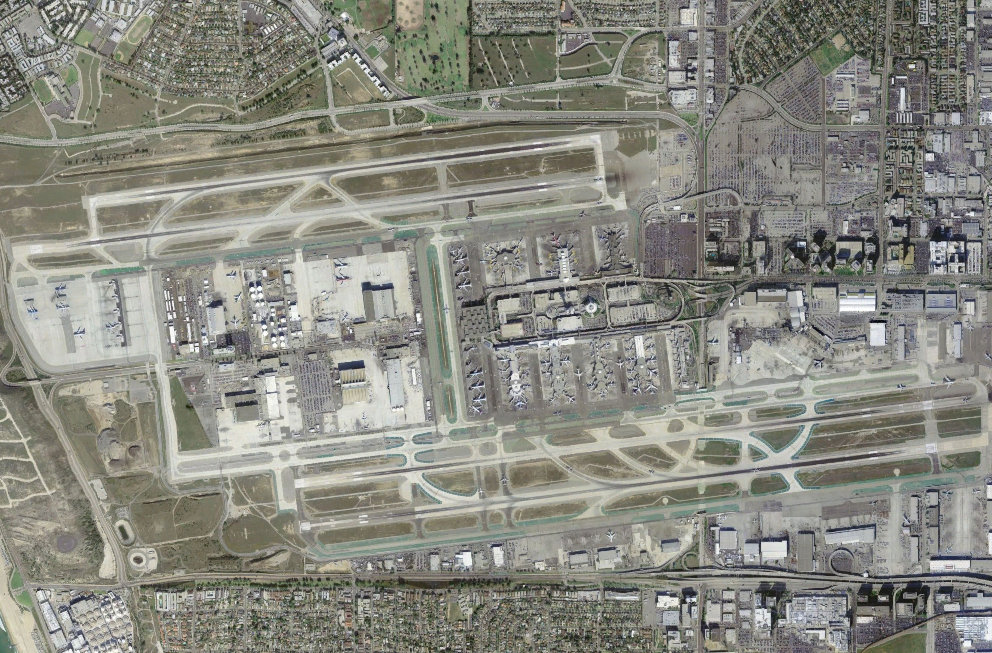
Vue satellite de LAX.
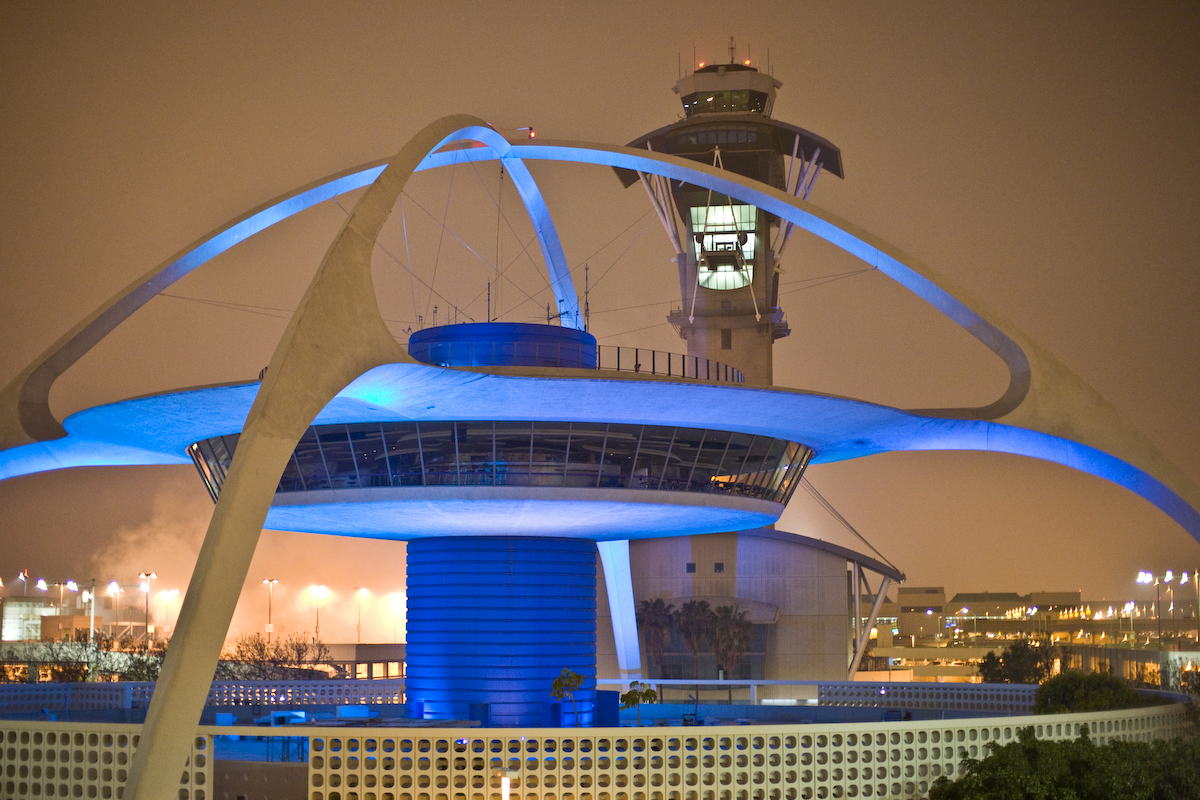
Le Theme Building et la tour de contrôle.
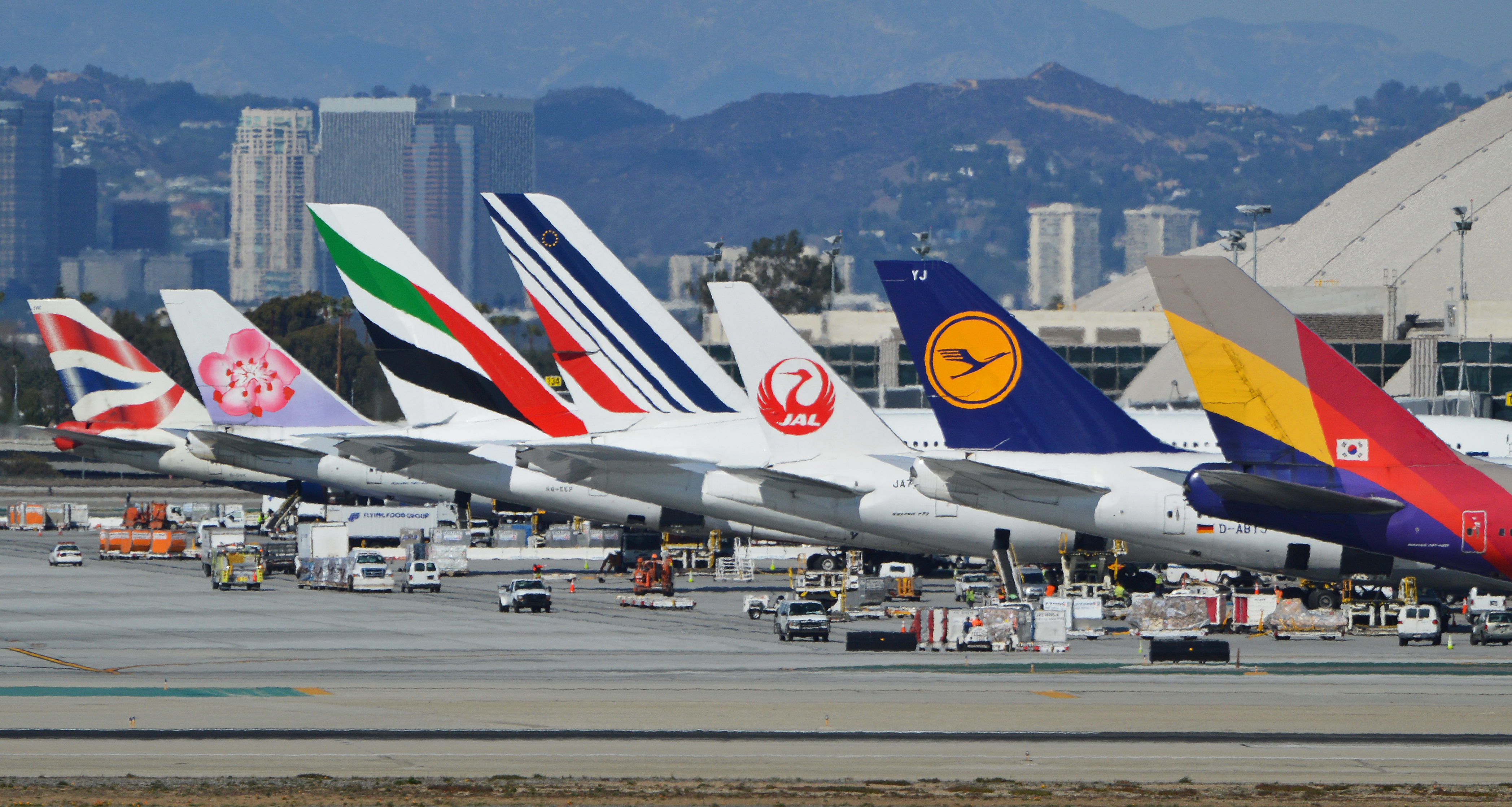
Divers appareils au terminal Tom Bradley.
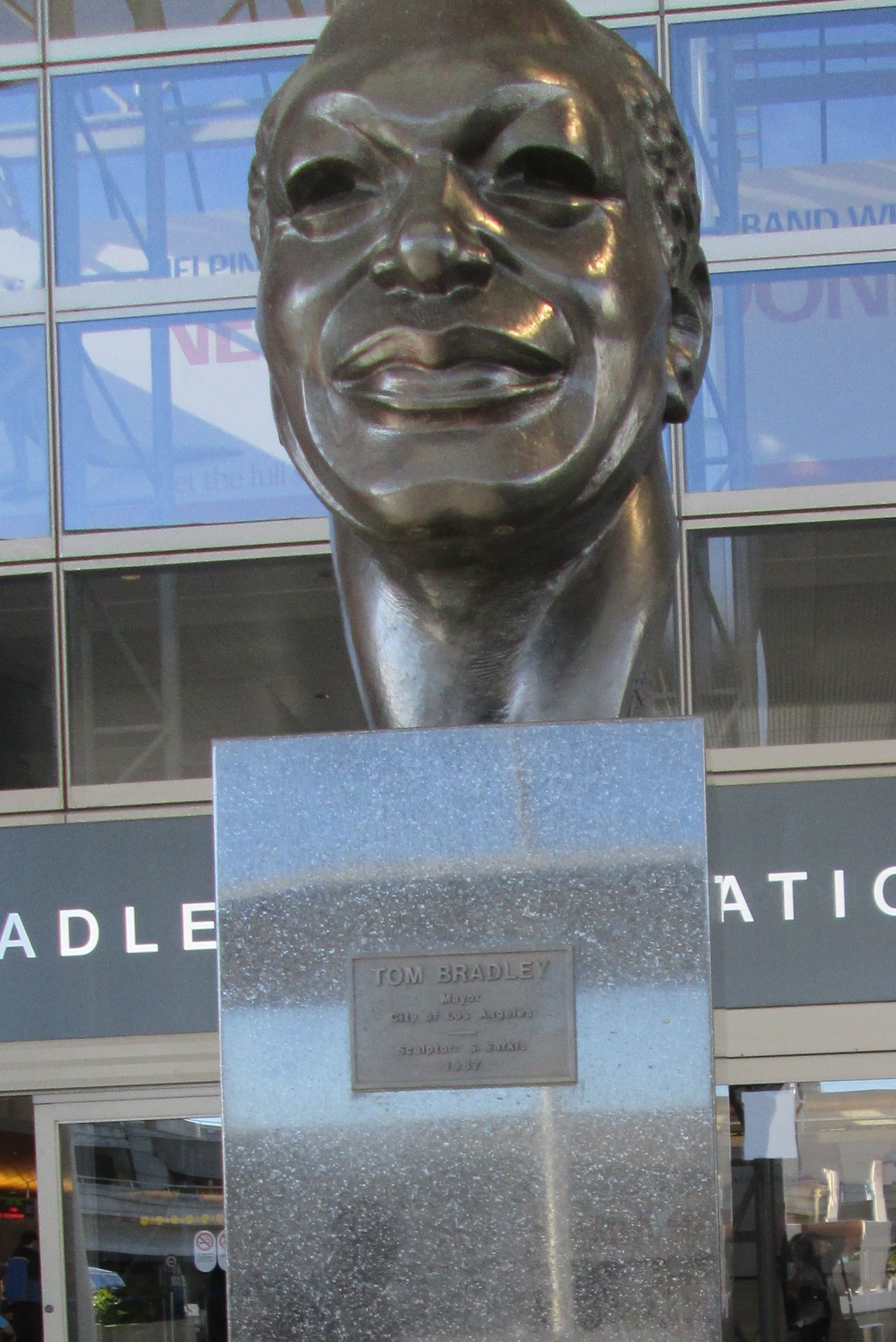
Statue de Tom Bradley devant l'aéroport international de Los Angeles.

## Au cinéma
L'aéroport international de Los Angeles a servi de lieu de tournage à de nombreux films, notamment :
- Air Force One de Wolfgang Petersen (1997) ;
- Braquage à l'italienne (The Italian Job) de F. Gary Gray (2003) ;
- La Cité des anges (City of Angels) de Brad Silberling (1998) ;
- Heat (1995) et Collatéral (2004) de Michael Mann ;
- James Bond 007 : Les diamants sont éternels (Diamonds Are Forever) de Guy Hamilton (1971) ;
- James Bond 007 : Moonraker de Lewis Gilbert (1979) ;
- Easy Rider de Dennis Hopper (1969) ;
- Get Shorty de Barry Sonnenfeld (1995) ;
- Rencontres du troisième type (Close Encounters of the Third Kind) de Steven Spielberg (1977) ;
- Y a-t-il un pilote dans l'avion ? (Airplane!) de ZAZ (1980) ;
- En quarantaine 2 (Quarantine 2: Terminal) de John Erick Dowdle (2011) ;
- 58 minutes pour vivre (Die Hard 2) de Renny Harlin (1990) (l'intrigue se déroulant cependant à l'aéroport international de Washington-Dulles).

## À la télévision
- Columbo, dans les épisodes 1 et 2 des pilotes intitulés Inculpé de meurtre et Rançon pour un homme mort et dans l'épisode 3 de la saison 2 intitulé Le Grain de sable
- LAX, série de Mark Gordon et Nick Thiel (2004 - 2005)
- Jonas L.A., série de Michael Curtis et Roger S.H. Schulman (2010)
- Starstruck, téléfilm de Michael Grossman (2010)

## Dans les jeux vidéo
- Grand Theft Auto San Andreas et Grand Theft Auto V sous le nom de Aéroport international de Los Santos.
- Tom Clancy's Splinter Cell: Pandora Tomorrow lors de la mission finale.